# The Camera: Je or La Camera: I
The Camera: Je or La Camera: I és una obra d'art de Babette Mangolte que actualment forma part de la col·lecció permanent del Museu d'Art Contemporani de Barcelona (MACBA).

## Artista
Instal·lada als Estats Units des de 1970, Babette Mangolte (Montmorot, França, 1941) va participar activament en el cercle d'artistes, coreògrafs i cineastes de l'avantguarda de Nova York dels setanta. Després de col·laborar com a documentalista i directora de fotografia amb Marina Abramović, Chantal Akerman, Trisha Brown, Philip Glass, Yvonne Rainer, Robert Rauschenberg i Robert Whitman, entre d'altres, el 1975 va començar a fer els seus propis treballs.

## Descripció

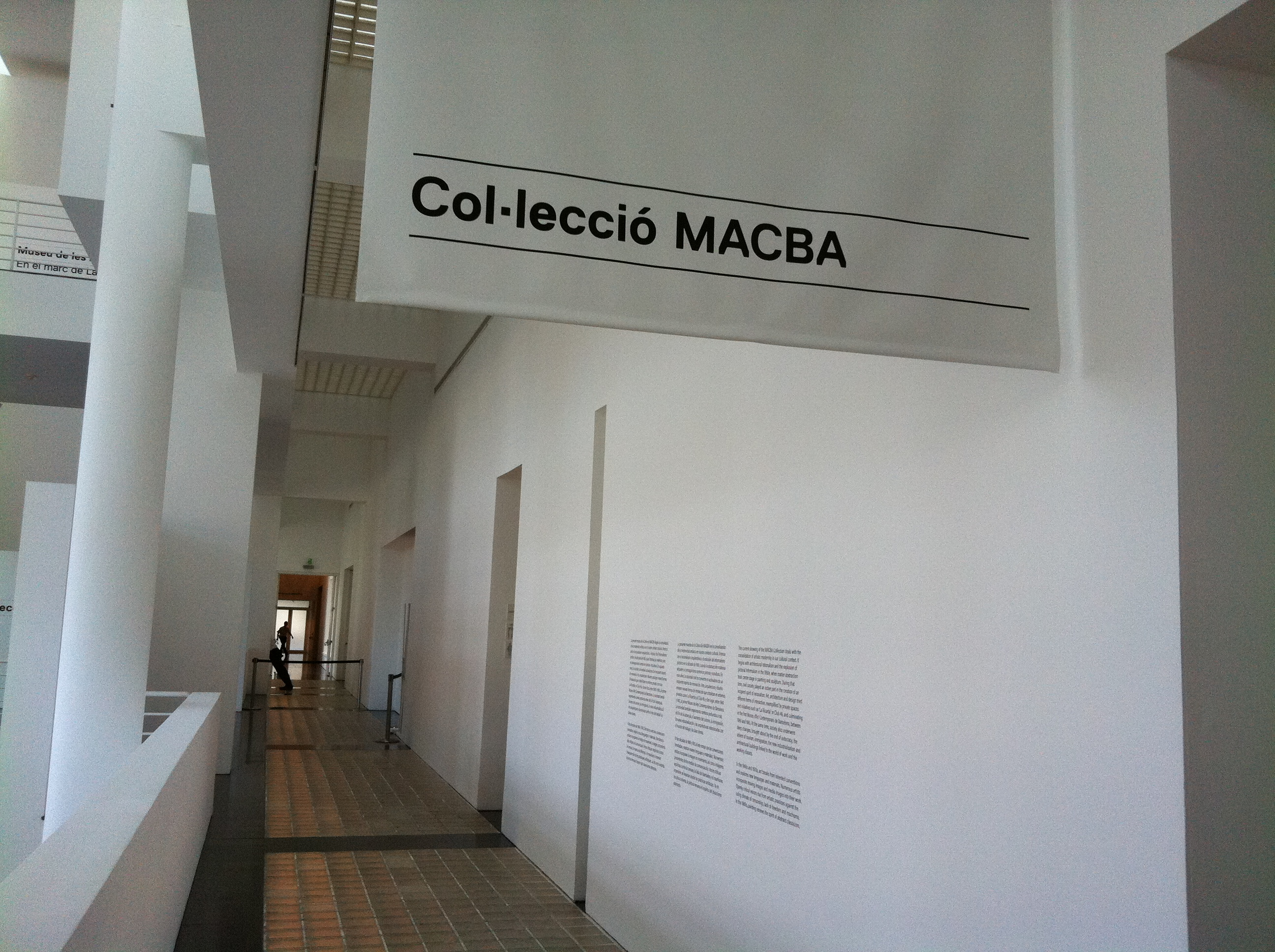
El Museu d'Art Contemporani de Barcelona, on es conserva l'obra

The Camera: Je /La Camera: I (1977), la seva segona pel·lícula, explora les relacions de poder que s'estableixen en l'acte de produir imatges i amb un llenguatge formal molt depurat, expressa les decisions i renúncies del fotògraf. El film presenta tres parts diferenciades que juguen amb la idea del contrast i la dicotomia. La primera part, enregistrada a l'estudi de l'artista, mostra una sessió fotogràfica amb una càmera i una model en primer pla que rep ordres: “Mira'm. Mira la càmera.” Les ordres de la fotògrafa, mig en anglès i mig en francès, s'adrecen a la model, però acaben implicant també l'espectador, que s'identifica tant amb l'artista com amb el subjecte fotografiat.
A la segona part del film, la càmera s'ha desplaçat als carrers de Nova York propers a l'estudi de l'artista a Tribeca. La veu calla. La càmera a la mà escaneja d'una manera atzarosa el moviment urbà amb la intenció de capturar els sorolls i la immediatesa de la metròpoli. Mangolte presenta una segona dicotomia entre interior i exterior, silenci i soroll, retrat i paisatge, el control de l'artista a l'estudi i el moviment espontani de la càmera al carrer.
La tercera part retorna a l'interior de l'estudi. A la paret hi ha un gran nombre de fotografies dels carrers vistos anteriorment, mentre l'artista i un personatge masculí les comenten i seleccionen. Com una col·lecció de punts de vista, l'escena posa l'espectador en el lloc del fotògraf, el fa partícip del seu espai professional i el convida a formar part activa del procés. Amb un llenguatge formal molt depurat, les decisions i renúncies del fotògraf emergeixen amb força en el treball de Babette Mangolte.